# Il manifesto
Il manifesto (italienisch Das Manifest) ist eine italienische Tageszeitung mit linker Grundausrichtung. Die Auflage liegt heute bei ca. 20.000 Exemplaren.
Ein gleichnamiger Vorläufer wurde 1969 von einer Gruppe linkskommunistischer, im „heißen Herbst“ 1969 aus der Partei ausgeschlossener Funktionäre um Luigi Pintor und Rossana Rossanda gegründet und erschien zunächst monatlich. Seit April 1971 erscheint il manifesto als Tageszeitung in Rom. Die Kommunistische Partei verfolgte damals eine später als Eurokommunismus bezeichnete Linie, in der sie sich von der Idee eines revolutionären Umsturzes distanzierte und den Übergang zum Sozialismus auf dem Weg der parlamentarischen Demokratie anstrebte und distanzierte sich von den Forderungen der 68er-Bewegung.
Trotz kritischer Beiträge zur Kommunistischen Partei Italiens (PCI) wurde die Zeitung von vielen Wählern der Partei gelesen, denen die Parteizeitung L’Unità zu gemäßigt erschien. Nach der Auflösung der PCI 1991 näherte sich il manifesto politisch der Rifondazione Comunista an, ohne jedoch die eigene Unabhängigkeit aufzugeben.
Il manifesto versteht sich heute als kritische linke Tageszeitung.
Die italienische Ausgabe der französischen Monatszeitung Le Monde diplomatique ist als kostenpflichtige Beilage zu il manifesto erhältlich.
Am 4. Februar 2005 wurde eine Reporterin der Zeitung, Giuliana Sgrena, im Irak verschleppt und nach Verhandlungen am 4. März wieder freigelassen.
Wie die taz in einem Artikel vom 25. Januar 2014 auf Seite 39 berichtete, musste Ende 2012 die ursprünglich gegründete Genossenschaft, auch auf Grund von staatlichen Kürzungen für genossenschaftlich organisierte Zeitungen, Insolvenz anmelden. Der Belegschaft gelang es jedoch eine neue Genossenschaft zu gründen und sich die Namensrechte „Il Manifesto“ auf Mietbasis für 26.000 Euro im Monat zu sichern. Verantwortliche Chefredakteurin ist seit 2010 Norma Rangeri. Die Zeitung beschäftigt 45 Journalisten und neun Mitarbeiter in der Verwaltung, sie erscheint weiterhin täglich dienstags bis sonntags.
Seit 2024 besteht eine Kooperation mit der deutschsprachigen Tageszeitung nd.